# Demberg (Kleines Wiesental)
Demberg ist ein Wohnplatz in der Gemeinde Kleines Wiesental im Landkreis Lörrach, der dem Ortsteil Wies zurechnet wird. Der abgelegene Weiler liegt auf rund 593 m ü. NHN. 

## Geographie und Siedlungsbild
Demberg liegt abgelegen rund einen Kilometer von der Landesstraße 140; es ist mit den Nachbarorten Wies und Schwand über Gemeindestraßen verbunden. Der zersiedelte Ort liegt in einem kleinen Seitental des östlichen Talsaumes.

## Geschichte
Die erste Erwähnung von Demberg ist 1157 als Tenniberc belegt. Der Ortsname leitet sich von Tanne ab und war zusammen mit einer damals vorhandenen Kirche im Besitz des Klosters St. Blasien beziehungsweise bis in die Zeit der Reformation dem Kloster Weitenau. Die Propstei hatte 1344 einen Pfleger, der Abt von St. Blasien war und 1558 Lehenherr der Kirche. 1572 erscheint der Markgraf als Patron und Eigentümer der Kaplanei, die von da an der Pfarrei Tegernau zugeordnet wird. 1776 bis 1777 erfolgt der Abbruch der baufälligen Kirche. Die Bevölkerung des Ortes wird von da an kirchlich von der neu errichteten Evangelischen Kirche Wies betreut. Mitte des 19. Jahrhunderts hatte Demberg 120 Einwohner.
Demberg hatte als Nebenort von Wies bis ins 20. Jahrhundert eine eigene Gemarkung. Die Fläche betrug gut 214 Hektar.